# Epicauta atropos
Epicauta atropos es una especie de coleóptero de la familia Meloidae.

## Distribución geográfica
Habita en Nebraska (Estados Unidos).